# Kevin Drury
Pour les articles homonymes, voir Drury.
Kevin Drury, né le 20 juillet 1988 à Toronto, est un skieur acrobatique canadien spécialisé dans les épreuves de skicross.

## Carrière
Aux Jeux olympiques d'hiver de 2018 à Pyeongchang, il termine quatrième de la finale de skicross. Il est médaillé de bronze aux Championnats du monde de ski acrobatique 2019.

## Palmarès

### Jeux olympiques
| Épreuve / Édition   | Skicross |
| ------------------- | -------- |
| JO 2018 Pyeongchang | 4e       |

### Championnats du monde
| Épreuve / Édition           | Skicross |
| --------------------------- | -------- |
| Mondiaux 2017 Sierra Nevada | 27e      |
| Mondiaux 2019 Park City     | Bronze   |

### Coupe du monde
- Meilleur classement au général : 4e en 2020.
- 1 petit globe de cristal :
  - Vainqueur du classement skicross en 2020.
- 18 podiums dont 5 victoires.
- Il remporte la médaille de bronze à la Coupe du monde de ski cross de 2025 à Craigleith, en Ontario[1].

#### Différents classements en coupe du monde
| Année/Classement | Année/Classement | Général | Général | Skicross | Skicross |
| ---------------- | ---------------- | ------- | ------- | -------- | -------- |
| Année/Classement | Année/Classement | Class.  | Points  | Class.   | Points   |
| 2016             | 2016             | 80e     | 16.58   | 17e      |          |
| 2017             | 2017             | 45e     | 25.64   | 8e       | 359      |
| 2018             | 2018             | 15e     | 39.80   | 3e       | 398      |

#### Détails des victoires
| Édition / Épreuve | Skicross                             |
| 2017-2018         | Sunny Valley                         |
| 2019-2020         | Val Thorens Arosa San Candido Megève |